# Tuaregupproret 2007–2009
Tuaregupproret 2007–2009 var ett rebelluppror i Mali och Niger, i ett område norr om Sahara. Upproret startades av rebellfraktioner inom folkgruppen tuareger. Oroligheter i området hade tidigare förekommit på 1990-talet i en konflikt som skapat oroligheter av varierande grad sedan minst år 1916. 
Strider pågick samtidigt i båda länderna men var inte samordnade. Algeriet hjälpte till att förhandla fram en fredsuppgörelse i Mali i augusti 2008. Denna fred bröts sedan av en rebellfraktion i december men slogs då ner av militären. I Niger var striderna hårda men med hjälp av Libyen, samtidigt som en splittring uppstod bland rebellerna, förhandlades en fredsuppgörelse och amnesti fram i maj 2009.